# Lexikon der altgermanischen Namen
Das Lexikon der altgermanischen Namen (LaN I, LaN II) ist ein wissenschaftliches Nachschlagewerk in zwei Bänden zum historischen Namenschatz der Personen-, Völker-, Götternamen germanischer Herkunft.
Erarbeitet wurde es durch Hermann Reichert zurückgehend auf dessen Habilitationsarbeit an der Universität Wien, herausgegeben durch Helmut Birkhan in der Reihe Thesaurus Palaeogermanicus durch die Österreichische Akademie der Wissenschaften 1987 (Teil 1) und 1990 (Teil 2, gemeinsam mit Robert Nedoma) verlegt. Das Werk ist wissenschaftlicher Standard in der Nachfolge der 1911 erschienenen Publikation Wörterbuch der altgermanischen Personen und Völkernamen von Moritz Schönfeld. Das Lexikon ist konzeptionell sprachwissenschaftlich als Materialbasis durch die Listung aller Belegstellen und Lesarten zu einem Namen ausgelegt. Des Weiteren dient das Lexikon als interdisziplinäres Hilfsmittel allen Wissenschaften, die Teilbereiche oder generell zur altgermanischen Kultur und Kulturen forschen, sowie zu denjenigen Kulturen, die mit den Germanischen in Berührung standen. Der Textband (LaN I) weist zu circa 3000 Namen 26.000 Belegstellen auf mit einem Erfassungszeitraum vom 4. Jahrhundert v. Chr. bis zum 6. Jahrhundert n. Chr. (Namen aus Runeninschriften des älteren Futhark sind bis zum 7. Jahrhundert aufgenommen), im Registerband (LaN II, in Zusammenarbeit mit Robert Nedoma) ist ein etymologisches Register nach den Wortstämmen der Namensbelege enthalten, zudem Nachträge, Korrekturen und ein Stellenregister.
Reichert begann die Arbeit am Lexikon mit der Belegsammlung 1973, die er 1983 abgeschlossen hat [Habilitation 1984]. Nur mit der Nutzung der damals sich entwickelnden Möglichkeiten der EDV zur Sammlung, Ordnung und Verwaltung der Belegstellen und eines streng kategorisierten Lemmaaufbaus waren der Abschluss und letztlich die Drucklegung des Projekts möglich.

## Lemmaaufbau
- das Lemma in Großbuchstaben
- die Angabe, ob ein Name germanisch ist (in Verbindung mit der Schriftgröße des Lemmas) oder nicht oder gegebenenfalls eine Hybridbildung
- die Trennung von verschiedenen Trägern des Namens durch die Zählung wie beispielsweise Theoderic 1 etc.
- Kürzel für die Namengattung („P“ für Personenname, „V“ für Völkername, „T“ für Namen von Tieren, „S“ für Namen von Sachen, „G“ für geographische Namen). Zusätze für Beinamen und mythologische Namen und unsichere Zuordnungen.
- bei Personennamen das natürliche Geschlecht
- die Volks- bzw. Stammeszugehörigkeit

## Tochterprojekte
Auf Basis des LaN sind zum Teil geförderte (Fonds zur Förderung der wissenschaftlichen Forschung) im Rahmen des durch Reichert initiierten Projekts „Studien zur altgermanischen Namenkunde“ Tochterprojekte entstanden, die das germanische Onomastikum aufgegliedert nach Quellarten (Runeninschriften) und Gattungen etymologisch aufbereitet und den gegenwärtigen Stand der Wissenschaft darzustellen sucht, sowie Forschungstendenzen erörtert. Die Ergebnisse dieser Forschungsprojekte sind bisher veröffentlicht als:
- Robert Nedoma: Personennamen in südgermanischen Runeninschriften. Winter, Heidelberg 2004.
- Alexander Sitzmann, Friedrich E. Grünzweig: Die altgermanischen Ethnonyme. Ein Handbuch zu ihrer Etymologie. Fassbaender, Wien 2008.
- Corinna Scheungraber, Friedrich E. Grünzweig: Die altgermanischen Toponyme sowie ungermanische Toponyme Germaniens. Ein Handbuch zu ihrer Etymologie. Fassbaender, Wien 2014 (Digitalisat).

Die Publikation der Ergebnisse des Forschungsprojekts zu den „Altgermanischen Theonymen“, ein wissenschaftliches Desiderat, ist derzeit in Arbeit. Die Ergebnisse der Forschungen Nedomas zu den Personennamen in den südgermanischen Runeninschriften fließen mit ein in die Neuerfassung der südgermanischen Runenschriften, die 2020 in der Reihe der Ergänzungsbände zum Reallexikon der Germanischen Altertumskunde veröffentlicht wurde (als Bearbeiter und Herausgeber mit Klaus Düwel und Sigmund Oehrl).

## Ausgaben
- Lexikon der altgermanischen Namen, Band I, Teil 1: Textband. (Thesaurus Palaeogermanicus. 1,1). Unter Mitarbeit von Wilibald Kraml, Verlag der Österreichischen Akademie der Wissenschaften, Wien 1987, ISBN 3-7001-0931-8.
- Lexikon der altgermanischen Namen, Band I, Teil 2: Registerband. (Thesaurus Palaeogermanicus. 1, 2). Erstellt von Robert Nedoma und Hermann Reichert, Verlag der Österreichischen Akademie der Wissenschaften, Wien 1990, ISBN 3-7001-1718-3.